# Jung (auteur)
Cet article concerne l'auteur de bande dessinée belgo-coréen Jung. Pour les articles homonymes, voir Jung.
Jung, de son vrai nom Jun Jung-sik, né le 2 décembre 1965 à Séoul, en Corée du Sud, est un auteur de bande dessinée. Adopté par une famille belge en 1971, il prend pour nom d’adoption Jung Henin.

## Biographie

### Jeunesse
Jung Henin, de son nom coréen Jun Jung-sik, naît le 2 décembre 1965 à Séoul, en Corée. Il est d'abord placé dans un orphelinat avant d'être adopté en 1971 par une famille belge. Il fait ses humanités en Latin-Math à l'Athénée royal de Rixensart, avant de fréquenter un an, en 1985, l'atelier Saint-Luc de Bruxelles. Il étudie ensuite à l'Académie royale des beaux-arts de Bruxelles, en section Illustration. Il effectue un bref passage dans le dessin animé, à La Cambre.

### Les débuts
En 1987, sa rencontre avec Marc Michetz donne à sa carrière un tournant décisif, car il le présente au magazine Spirou, il y publie un premier récit de 2 planches. Cette même année, il publie sur un scénario de Muriel Beullens un récit de quatre planches dans Tintin et travaille alors quelques mois dans l’atelier d’Yslaire et de Christian Darasse et réalise des illustrations pour le magazine Belgian Business Magazine. En 1991 s'ensuivra le premier des quatre tomes de Yasuda (Hélyode-Lefranc) puis La Jeune Fille et le Vent en 1997 (Delcourt), sur un scénario de Martin Ryelandt. Après un voyage en Thaïlande, il commence la trilogie Kwaidan sur un scénario de son épouse Jee-Yun (Delcourt, 2001-2003). En 2006, Jung et Jee-Yun réalisent le one shot érotique Okiya. 
Avec Couleur de peau : Miel, il réalise seul un quadriptyque dont le premier tome à sa sortie en album se voit attribuer le Prix RTL du mois d'octobre 2007, concourant ainsi pour le Grand prix RTL de la bande dessinée de l'année.
Il dessine le premier tome Enfant de l'ombre d'une série fantastique Kyoteru sur le scénario de Jee-Yun qui l'assiste également pour les couleurs dans la collection « Terres de légendes » aux éditions Delcourt en 2008. Il réalise un artbook de charme avec des estampes privées pour public averti avec Frôlements dans la collection « Bao » aux Éditions Paquet en 2009. En 2015, il change d'éditeur pour Quadrants et publie un roman graphique Le Voyage de Phoenix sur le thème de l'adoption, suivi de Babybox en 2018, une histoire qui tourne également autour de l’histoire d’un enfant adopté à l’étranger. En 2023, il lance un nouveau triptyque en collaboration avec la scénariste Laëtitia Marty : Nos adoptions, autour des personnes ayant vécu de près ou de loin l’adoption d’un ou plusieurs enfants coréens. Le premier tome intitulé : Nous t'avons adopté est suivi dans la foulée l'année suivante par Nous t'avons abandonné,. Le même duo poursuit la collaboration et sort Destins coréens en 2025.
Jung rend hommage à Tome — avec qui il allait au karaoké —, lors de son décès soudain et inattendu en octobre 2019 et participe au Spirou numéro spécial Hommage à Tome no 4256 du 6 novembre 2019 qui restera exceptionnellement en kiosque pendant quatre semaines
Par ailleurs, Jung est un auteur qui expose, on le retrouve en compagnie de son épouse à la médiathèque Diderot d'Inzinzac-Lochrist où ils exposent les planches réalisées de commun en octobre 2006 puis aux cimaises de la galerie Daniel Maghen à Paris pour l'exposition Couleur de peau : Miel du 24 février au 7 mars 2009 puis à celles de la Cartoucherie à Bourg-lès-Valence avec Histoires de vie en décembre 2010. Avec ses confrères Olivier Grenson, Pieter De Poortere, Kun-woong Park et Yeonsik Chung, il participe à l'exposition collective View, Reflection, Crossing au centre culturel coréen de Bruxelles de novembre 2014 à janvier 2015. Sur l'île de beauté, à l'occasion de BD à Bastia, il expose Parcours de vie de mars à avril 2016.  

### Réalisateur
Ses origines l’ont toujours amené à être attiré par des histoires asiatiques,,, que ce soit des légendes ou des fables. Il travaille sur des histoires d’adoption, dont une de ses œuvres majeure Couleur de peau : Miel (Approved for Adoption) qui retrace sa propre histoire. Publiée en Belgique et en Corée, cette BD est adaptée en film d’animation.

## Œuvres

### Bandes dessinées
- Couleur de peau : miel (série), texte et dessin Jung, Quadrants, coll. « Astrolabe »

1. tome 1, 2006
2. tome 2, 2007
3. tome 3, 2013[35],[36],[37],[38]  (ISBN 978-2-302-03142-5)
4. tome 4, 2016[8]

Coffret 3 tomes, éd. Quadrants, 2013
Les trois premiers tomes ont été adaptés au cinéma par l'auteur et Laurent Boileau en 2012 sous le même titre.

#### Destins coréens
- Destins coréens[44],[18],[45],[46], Delcourt, coll. « Encrages », Paris, 26 mars 2025
Scénario : Laëtita Marty - Dessin et couleurs : Jung -  (ISBN 978-2-413-08275-0)

### Collectifs
- Collectif, série Les Filles de soleil, Soleil Productions, 1994 - en cours
- 62 Auteurs de Boulogne Dessiné, Les Amis de la B.D., Boulogne-sur-Mer, décembre 2010
Scénario : collectif - Dessin : collectif dont Jung -  (ISBN 978-2-9537801-0-9),Recueil réalisé dans le cadre du 20e festival BD de Boulogne-sur-Mer.

### Traductions
- (en-US) Jung et Jee-Yun, Kwaidan TPB, USA, Dark Horse Comics, 3 mars 2004, 144 p. (ISBN 978-1-56971-841-4).

### Réalisation cinématographique
- 2012 : Couleur de peau : miel[47],[25], d'après sa série de bandes dessinées éponyme, film qu'il a coréalisé avec Laurent Boileau[48].

Parcours du film Couleur de Peau: Miel depuis le 6 juin 2012

## Réception

### Prix et distinctions
- 1992 : prix regards chrétiens sur la bande dessinée[49] pour Yasuda, t. 1 partagé avec Martin Ryelandt ;
- 2008 : prix Région Centre-Val-de-Loire pour Couleur de peau miel[50] ;
- 2012 : 
  -  Prix du public au Festival international du film d'animation d'Annecy pour Couleur de peau miel[51],[52] ;
  -  Gandhi's Glasses Award - Special Mention au Festival du film de Turin, partagé avec Laurent Boileau pour Couleur de Peau : Miel[53] ;
  - Nomination Black Pearl Award, prix du meilleur documentaire partagé avec Laurent Boileau pour Couleur de Peau : Miel[53]
  -  Audience award and Unicef award et nomination de cristal au Festival international du film d'animation d'Annecy, partagé avec Laurent Boileau pour Couleur de Peau : Miel[53] ;
  -  nomination au Grand Prix Asturias, Festival international du film de Gijón, partagé avec Laurent Boileau pour Couleur de Peau : Miel[53] ;
  -  prix du meilleur film au Cholet Ciné-Mômes Festival, Cholet pour Couleur de Peau : Miel[54],[55] ;
- 2013 : 
  -  Grand prix, Catégorie Animation au 17e Japan Media Arts Festival[56] ;
  -  prix du Jury au Leeds Young Film Festival, Leeds[54],[55] ;
  -  Grand prix, Prix du public, Prix du Jury Jeune à la 19e édition du St Pierre International Film Festival for Children and Youth, Saint-Pierre pour Couleur de Peau : Miel[54],[55] ;
  -  nomination au Most Popular Feature Film au Festival international du film de Melbourne, partagé avec Laurent Boileau pour Couleur de Peau : Miel[53] ;
  -  Grand prix et Audience award au Animafest Zagreb pour Couleur de Peau : Miel[2]
  -  Best Documentary award au Buster International Film Festival for Children and Youth, Copenhague pour Couleur de Peau : Miel[2] ;
  -  Audience Award for Best feature film for adults au Anima Mundi Festival internacional de Animação do Brasil, São Paulo et Rio de Janeiro pour Couleur de Peau : Miel[2] ;
  -  Special Jury Award au Monstra - Lisbon Animated Film Festival, Lisbonne pour Couleur de Peau : Miel[2] ;
  -  Grand prix de Montréal pour le meilleur long métrage au Festival international du film pour enfants de Montréal pour Couleur de Peau : Miel[2] ;
  -  prix INIS de l'innovation au Festival international du film pour enfants de Montréal[57] ;
  -  the Best animated character award in ReAnimania International Animation Film Festival of Yerevan, Erevan pour Couleur de Peau : Miel[54] ;
  -  Nomination aux Magritte du cinéma 2013 dans la catégorie "Meilleur montage"[58] ;
- 2014 :
  -  Mention spéciale du jury au International Animation Festival Anifilm Trebon, Trebon pour Couleur de Peau : Miel[2] ;
  -  Best Feature Film au International Animation Film Festival Golden Kuker – Sofia, Sofia pour Couleur de Peau : Miel[2].

### Postérité
Selon Patrick Gaumer, Jung conçoit une œuvre personnelle, où se mêlent le réalisme et l'onirisme, servis par la sensualité de son trait.

#### Livres
: document utilisé comme source pour la rédaction de cet article.
- Jean Pirotte (dir.) et Luc Courtois, Du régional à l'universel. : L'imaginaire wallon dans la bande dessinée., Louvain-la-Neuve, Fondation wallonne Pierre-Marie et Jean-François Humblet, 1999, 310 p. (ISBN 978-2-9600072-3-7 et 2960007239, OCLC 1075833932), p. 109 lire sur Google Livres
- Jacques Fiérain, « Jung », dans La BD à Bruxelles et en Brabant, Charleroi, Éd. l'Âge d'or, avril 2003, 144 p., ill. ; 31 cm (ISBN 9782960119664 et 2960119665, OCLC 470388171, présentation en ligne), p. 84.
- Patrick Gaumer, « Jung », dans Dictionnaire mondial de la BD, Paris, Larousse, 2010, 953 p., ill. ; 27 cm (ISBN 978-2-0358-4331-9 et 2-0358-4331-6, OCLC 920924930, présentation en ligne), p. 470. .
- Philippe Mellot, Michel Denni, Laurent Turpin et Isabelle Morzadec, « Jung (E.) », dans Trésors de la bande dessinée BDM 2021-2022 - Catalogue encyclopédique et Argus, Paris, Les Arènes, novembre 2020, 22e éd., ill. ; 23 cm (ISBN 9791037502582, présentation en ligne), p. 88, 101, 292, 403, 591, 633, 1322. .

#### Périodiques
- Jean-Pierre Fuéri, « Couleur de peau : miel : adoptez d'urgence #8015 », dBD, no 17,‎ octobre 2007, p. 27 (ISSN 1951-4050).
- Kevin Pat Fong, « L’innovation en autobiographie selon Jung : une exploration du média de la bande dessinée », Voix plurielles 9, 2012, p. 183-196  (ISSN 1925-0614) [lire en ligne]
- Jung (interviewé par Frédéric Bosser), « Cinéma : Jung De la case à l'écran... », dBD, no 65,‎ juillet-août 2012, p. 76-79 (ISSN 1951-4050).
- Hugues Dayez, « Spirou et moi : Jung », Spirou, Dupuis, no 4232,‎ 22 mai 2019.

#### Articles
- Catherine Henry, « Interview de Jung : Kwaïdan », BDParadisio,‎ 2001 (lire en ligne, consulté le 3 août 2022)
- Nicolas Anspach, « Jung, directeur artistique d’un docu-fiction basé sur « Couleur de Peau : Miel ». », ActuaBD,‎ 22 janvier 2009 (lire en ligne, consulté le 2 août 2022)
- Véronique Cavallasca, « Jun Jung-sik et la bande dessinée autobiographique », keulmadang.com,‎ 18 mars 2016 (lire en ligne, consulté le 3 août 2022)
- Philippe Tomblaine, « « Couleur de peau : miel T4 » par Jung », BDzoom,‎ 10 novembre 2016 (lire en ligne, consulté le 2 août 2022)
- Jung (interviewé par Laurent Gianati et Laurent Cirade), « Entretien avec Jung », BD Gest',‎ 6 décembre 2018 (lire en ligne, consulté le 2 août 2022)
- Interview de Jung pour le premier tome de Couleur de peau : miel, site Sceneario.com via Wikiwix (sans date).